# Чемпионат России по ралли
Чемпионат России по ралли — раллийный турнир, проводимый под эгидой Российской автомобильной федерацией (РАФ) с 1992 года. Пришёл на смену чемпионату СССР по ралли, проводившемуся в 1958—1991 годах. Проводится на территории Российской Федерации, иногда на территории соседних стран СНГ.

## История
Отечественный приоритет в истории возникновения ралли принадлежит пробегу по царской России 14-18 августа 1909 года по маршруту Петербург-Рига-Петербург протяженностью 1177 км. Его организатором были СПАК (Санкт-Петербургский автомобильный клуб), при поддержке РАО (Российского автомобильного общества) и Балтийского клуба автомобилистов.
Почти через 50 лет после указанных событий, летом 1955 года, в городе Санкт-Петербурге прошли первые советские ралли, а 1958 году состоялся первый чемпионат СССР, а также первый старт советских экипажей на международном ралли «1000 озёр», прошедшем в Финляндии.
В 1959 году в Прибалтике возникли командные зимние ралли, в которых очки получает не экипаж, а команда из нескольких автомобилей (принцип «старт по первому, финиш — по последнему»).
Чемпионат России по ралли - проводится ежегодно (с января по октябрь) и состоит из 6-9 этапов, проходящих в различных точках страны, от Карелии до Урала (Карелия, Выборг, Гуково, Новороссийск, Псков и т.д.) Этот турнир является вершиной в российской раллийной иерархии, на ступенях ниже располагаются: Кубок России, Традиционные соревнования, Кубок Клубного ралли (любительский).

## Общая информация
Ралли в России
Это спортивное автомобильное соревнование, проходящее полностью или преимущественно на дорогах общего пользования.  Ралли состоит либо из одного общего для всех автомобилей маршрута или же из нескольких маршрутов, сходящихся в одном заранее указанном месте, за которым может далее следовать или не следовать общий маршрут. Маршрут может включать один или несколько специальных участков, т.е. соревнований, проводимых на дорогах, закрытых для общего пользования и которые вместе взятые определяют общие результаты ралли. Неиспользуемые для спец участков маршруты называются дорожными секциями, на которых скорость никогда не может являться определяющим фактором для классификации.
Спортивный кодекс Российской автомобильной федерации (РАФ) идентифицирует чемпионат как соревнования, по результатам которых присваивается звание Чемпиона России.
Для того, чтобы стать  победителем, надо принять участие во всех этапах и набрать большее количество очков.
В чемпионате России может принять участие любой экипаж, выступающий на автомобиле, подготовленном согласно спортивному законодательству.
За пределами России может проходить не более одного этапа чемпионата России при выполнении следующих требований:
- страна, на территории которой проводится этап, имеет общую границу с Россией;
- технические и спортивные  регламенты чемпионата одобрены Международной автомобильной федерацией (МАФ);
- трасса, на которой проводится этот этап, зарегистрирована и одобрена МАФ по вопросам безопасности и медицинской помощи.
Основным нормативным документом для организации и проведения соревнований по ралли первой категории, включенных в спортивный календарь МАФ, проводимых в соответствии с Международным спортивным кодексом (МСК) МАФ, является документ под названием Правила организации и проведения ралли, выпускаемый Федерацией автоспорта каждый год.

## Победители в абсолютном зачете (личном)
|       |                                |                                |                                |                                       |
| Сезон | Победители в абсолютном зачете | Победители в абсолютном зачете | Победители в абсолютном зачете | Победители в абсолютном зачете        |
| Сезон | Пилот                          | Штурман                        | Команда                        | Автомобиль                            |
| 2024  | Клим Гаврилов                  | Кирилл Еникеев                 | VRC-Team                       | Skoda Fabia R5                        |
| 2023  | Денис Ростилов                 | Василий Слобожанинов           | R8 Rally Huit                  | Skoda Fabia R5                        |
| 2022  | Денис Ростилов                 | Василий Слобожанинов           | R8 Rally Huit                  | Skoda Fabia R5                        |
| 2021  | Игорь Буланцев                 | Михаил Гендельман              | MR motorsport                  | Skoda Fabia R5                        |
| 2020  | Василий Грязин                 | Ярослав Фёдоров                | TBRacing                       | Skoda Fabia R5                        |
| 2019  | Евгений Суховенко              | Юрий Куликов                   | R8                             | Ford Fiesta Proto                     |
| 2018  | Сергей Успенский (8)           | Марина Данилова                | Успенский Ралли Техника        | Subaru Impreza R4/WRX STI             |
| 2017  | Станислав Травников            | Алексей Башмаков               | Prospeed - Uralasbest          | Mitsubishi Lancer EVO-IX              |
| 2016  | Сергей Успенский (7)           | Марина Данилова                | Успенский Ралли Техника        | Subaru Impreza R4/Mitsubishi E9 R4    |
| 2015  | Вадим Макаров                  | Дмитрий Яковченко              | PRO-Sport Rally                | Mitsubishi Lancer E9 R4               |
| 2014  | Алексей Лукьянюк               | Алексей Арнаутов               | ЦСВП                           | Mitsubishi Lancer EVO-IX              |
| 2013  | Андрей Жигунов (3)             | Игорь Тер-Оганесьянц           | PRO-Sport Rally                | Mitsubishi Lancer EVO-IX              |
| 2012  | Сергей Успенский(6)            | Марина Данилова                | Успенский Ралли Техника        | Subaru Impreza R4                     |
| 2011  | Дмитрий Тагиров                | Анна Завершинская              | Dmitry Tagirov                 | Mitsubishi Lancer EVO-IX              |
| 2010  | Андрей Жигунов (2)             | Игорь Тер-Оганесьянц           | PRO-Sport Rally                | Mitsubishi Lancer EVO-IX              |
| 2009  | Патрик Флодин                  | Йоран Бергстен                 | Успенский Ралли Техника        | Subaru Impreza URT'09                 |
| 2008  | Александр Желудов (2)          | Ирина Коломейцева              | ProTechMSport                  | Subaru Impreza N12/N14                |
| 2007  | Евгений Вертунов               | Георгий Трошкин                | Успенский Ралли Техника        | Subaru Impreza N12                    |
| 2006  | Александр Желудов              | Андрей Русов                   | Успенский Ралли Техника        | Subaru Impreza N12                    |
| 2005  | Сергей Успенский (5)           | Александр Корнилов             | Успенский Ралли Техника        | Subaru Impreza WRX STI N10/N11        |
| 2004  | Сергей Успенский (4)           | Виктор Тимковский              | Успенский Ралли Техника        | Subaru Impreza WRX STI’2003           |
| 2003  | Андрей Жигунов                 | Игорь Тер-Оганесьянц           | PRO-Sport Rally                | Mitsubishi Lancer Evo 5               |
| 2002  | Александр Лесников             | Андрей Русов                   | ITERA                          | Subaru Impreza WRC                    |
| 2001  | Станислав Грязин               | Дмитрий Еремеев                | Станислав Грязин               | Mitsubishi Lancer Evo 6               |
| 2000  | Александр Потапов (3)          | Алексей Пушкин                 | ITERA                          | Subaru Impreza WRC                    |
| 1999  | Сергей Успенский (3)           | "Алекс"                        | СК Профессионал                | Subaru Impreza 555                    |
| 1998  | Сергей Успенский (2)           | Алексей Щукин                  | Лукойл рейсинг                 | Subaru Impreza WRC                    |
| 1997  | Сергей Успенский               | Алексей Щукин                  | Александров-ралли              | Subaru Impreza 555 / Subaru Legacy RS |
| 1996  | Александр Потапов (2)          | Сафоний Лотко                  | Александров-ралли              | Subaru Legacy RS                      |
| 1995  | Александр Потапов              | Сафоний Лотко                  | Александров-ралли              | Subaru Legacy RS                      |
| 1994  | Михаил Нарышкин                | Николай Губачев                |                                | Toyota Celica Turbo 4WD               |
| 1993  | Борис Власов                   | Юрий Кузьмин                   |                                | ВАЗ-2108                              |